# José Villanueva (Fußballspieler)
José Luis Villanueva Ahumada (* 5. November 1981 in Santiago de Chile) ist ein ehemaliger chilenischer Fußballspieler. Der Stürmer absolvierte vier Länderspiele für Chile.

## Karriere

### Verein
José Villanueva begann seine Karriere in den Jugendmannschaften vom CD Palestino. 1999 debütierte er in der ersten Mannschaft, wo er in den ersten Jahren nur wenige Einsätze hatte. Daher wurde er an Deportes Temuco ausgeliehen, wo er sieben Tore erzielte und den Aufstieg in die erste Liga erreichte. 2002 wurde er an Deportes Ovalle ausgeliehen, wo er einer der Torschützenkönige der Primera B wurde, indem er 20 Tore erzielte. 2003 kehrte Villagol, wie er auch genannt wurde, zu Palestino zurück und wurde trotz der wirtschaftlichen Krise, die das Team aus La Cisterna durchlief, zu einem der Führungsspieler der Mannschaft.
2004, nach dem Vorolympischen Turnier, wechselte er zum CD Cobreloa, wo er nur wenige Chancen bekam und ein Ligator erzielte. Mitte desselben Jahres unterschrieb er bei CD Universidad Católica, wo er gute Leistungen zeigte und 14 Tore erzielte. Dort blieb er bis 2005, als er ins Nachbarland zu Racing Club wechselte. Danach hatte seine Karriere einen sportlichen Einbruch, gekennzeichnet durch eine geringe Torausbeute bei den Monarcas Morelia in Mexiko. Im folgenden Jahr spielte er für den koreanischen Verein Ulsan HD FC, wo er eine Leistungssteigerung verzeichnete, die ihn zurück nach Südamerika brachte. Er ging nach Brasilien, wo er zusammen mit Romario im Angriff des CR Vasco da Gama bilden sollte. Im zweiten Halbjahr 2008 löste der Klub den Vertrag mit Villanueva auf und der Stürmer wechselte nach Usbekistan zu Bunyodkor Taschkent, wo er direkt usbekischer Meister und Pokalsieger wurde.
Nach einem Jahr in China bei Tianjin Jinmen Tiger kehrte Villanueva zu Universidad Católica zurück, kam aber aufgrund diverser Verletzungen nur unregelmäßig zum Einsatz. Nach einem Jahr verließ er die Cruzados wieder und schloss sich Deportes Antofagasta an. Nach nur einem halben Jahr zog es den Offensivspieler zu den Boca Unidos aus der Nacional B Argentiniens. Seine letzten Karrierejahre verbrachte Villanueva beim CD Magallanes, bei dem er sich 2015 vom Profifußball zurückzog.

### Nationalmannschaft
José Villanueva debütierte im August 2003 für die A-Nationalmannschaft im Freundschaftsspiel gegen China, als er in der 60. Spielminute für Arturo Norambuena eingewechselt wurde. Im Juni 2005 bestritt der Offensivakteur beim 2:1-Erfolg in der Qualifikation zur Weltmeisterschaft 2006 gegen Venezuela sein erstes Pflichtspiel. Im Oktober spielte Villagol seine beiden letzten Länderspiele in der Copa del Pacífico gegen Peru. In allen vier Spielen im Nationaltrikot war der Angreifer Einwechselspieler.
José Villanueva wurde für die U-23-Nationalmannschaft bei der Qualifikation zu den Olympischen Spielen 2004 in Athen nominiert. Chile qualifizierte sich nicht für das Turnier in Athen, auch wenn La Roja die Gruppe A souverän gewonnen hatte.

## Erfolge
Deportes Temuco
- Chilenischer Zweitliga-Meister: 2001

Bunyodkor Taschkent
- Usbekischer Meister: 2008
- Usbekischer Pokalsieger: 2008

Universidad Católica
- Chilenischer Pokalsieger: 2011